# Xylopia staudtii
Xylopia staudtii Engl. & Diels – gatunek rośliny z rodziny flaszowcowatych (Annonaceae Juss.). Występuje naturalnie w Gwinei, Sierra Leone, Liberii, na Wybrzeżu Kości Słoniowej, w Ghanie, Nigerii, Kamerunie, Gwinei Równikowej, Gabonie oraz Angoli. 

## Morfologia
PokrójZimozielone drzewo dorastające do 45 m wysokości. Kora jest popękana i ma czerwoną barwę. Młode pędy są owłosione. Drzewo ma korzenie czepne.
LiścieMają kształt od owalnego do prawie lancetowatego lub eliptycznego. Mierzą 4–12 cm długości oraz 2,5–6 szerokości. Są skórzaste, lekko owłosione od spodu. Nasada liścia jest klinowa. Wierzchołek jest krótko spiczasty. Ogonek liściowy jest nagi i dorasta do 6–8 mm długości.
KwiatySą pojedyncze lub zebrane po 2–6 w pęczkach. Rozwijają się w kątach pędów. Działki kielicha są owłosione, mają owalnie trójkątny kształt i dorastają do 2–3 mm długości. Płatki są żółtopomarańczowe. Mają owalnie trójkątny lub owalnie lancetowaty kształt i dorastają do 5–10 mm długości. Słupków jest do 6 do 9. Są owłosione, mają cylindryczny kształt i mierzą 2–5 mm długości.
OwoceZłożone z 3–5 owłosionych rozłupni. Mają czarną barwę i cylindryczny kształt. Osiągają 2–7 cm długości oraz 1,5–2,5 cm średnicy.

## Biologia i ekologia
Rośnie w lasach.